# رعاية المسنين
رعاية المسنين أو رعاية العجزة هي توفير الاحتياجات الخاصة والمتطلبات المميزة للمواطنين من كبار السن. هذا المصطلح يشمل خدمات مثل المساعدة المعيشية، والرعاية النهارية للبالغين، والرعاية طويلة الأجل، ودور التمريض (غالبًا ما تشير إلى الرعاية الإقامية)، ورعاية المسنين، والرعاية المنزلية. بسبب انتشار رعاية المسنين بشكل واسع دوليًا، فضلًا عن التفريق بين وجهات النظر الثقافية على المواطنين المسنين، فلا يمكن أن تقتصر على ممارسة واحدة. على سبيل المثال، العديد من الدول في قارة آسيا تستخدم رعاية للمسنين مؤسسة حكوميًا نادرة جدًا، ويفضلون الطرق التقليدية في رعاية الشباب من أفراد الأسرة.
رعاية المسنين تؤكد على المتطلبات الاجتماعية والشخصية للمواطنين من كبار السن، الذين يحتاجون إلى بعض المساعدة في أداء الأنشطة اليومية والعناية بالصحة، ولكن لمن يرغب في التقدم في السن مع الحفاظ على كرامته. وهو تمييز هام، في أن تصميم المساكن، والخدمات، والأنشطة، وتدريب الموظفين، ينبغي أن يكون محط اهتمامها العملاء بحق. ومن الجدير بالذكر أيضًا أن العديد من خدمات رعاية المسنين حول العالم تتم بشكل تطوعي غير مدفوع الأجر.

## الاختلافات الثقافية والجغرافية
شكل الرعاية المقدمة للمسنين تختلف بشكل كبير بين الدول وتتغير باستمرار. حتى في البلد الواحدة، فإن الاختلافات الدينية الموجودة يتم وضعها في الاعتبار في رعاية المسنين. ومع ذلك، فقد لوحظ أن المسنين حول العالم يستهلكون معظم النفقات الصحية من أي فئة عمرية أخرى، والملاحظة التي توضح الرعاية الشاملة للمسنين ربما تكون مشابهة جدًا. على المرء أيضًا أن يفسر الزيادة الكبيرة في نسبة كبار السن في العالم، وخصوصًا في البلاد النامية؛ نظرًا لأن الضغط المستمر يضع حدًا للخصوبة ويقلل من حجم الأسرة.
عادةً، رعاية المسنين كانت مسؤولية أفراد الأسرة، وكانت تتوفر خلال منزل الأسرة الممتدة (الأسرة النووية التي يعيش كل أفرادها في بيت واحد مكون من أب وأم وأولادهم وأحفادهم). مع التزايد في المجتمعات الحديثة، أصبحت الرعاية المقدمة لكبار السن تقدم من قِبل الدولة أو المؤسسات الخيرية. أسباب هذا التغيير تتضمن تقلص حجم الأسرة، وكِبَر متوسط العمر المتوقع لكبار السن، والتشتت الجغرافي للعائلات، وإقبال النساء على التعليم والعمل خارج المنزل. بالرغم من أن هذه التغييرات أثرت على أوروبا وأمريكا الشمالية في البداية، إلا أنها تزايدت الآن في التأثير على دول قارة آسيا أيضًا.
في معظم بلاد الغرب، مرافق رعاية المسنين هي دور الرعاية الأسرية السكنية، وتسهيلات المساعدة المعيشية القائمة بذاتها، ودور التمريض، والرعاية المستمرة للمتقاعدين. بيت الرعاية الأسرية هو منزل سكني مع موظفي الدعم والإشراف من قِبل وكالة، أو منظمة، أو فرد يُحضر له الغرفة، والمائدة، والرعاية الشخصية، وخدمات التأهيل في بيئة عائلية لا يقل عدد أفرادها عن اثنين ولا يزيد عن ستة أشخاص.

### الاختلاف بين الجنسين في مقدمي الرعاية
طبقًا لتحالف الرعاية الأسرية، فإن معظم مقدمي الرعاية من النساء. «العديد من الدراسات تنظر إلى دور المرأة والأسرة المقدمة للرعاية. على الرغم من أنه لم يتناول القضايا التي تناقش نوع الجنس وتقديم الرعاية على وجه التحديد، فإن النتائج لا تزال قابلة للتعميم» لتكون:
-         تتراوح تقديرات عمر الأسرة أو مقدمي الرعاية غير الرسميين من النساء من 59% إلى 75%.
-         متوسط عمر مقدم الرعاية هو 46 عام، أنثى، متزوجة وتعمل خارج المنزل لتحصل على دخل سنوي مقداره 35000 دولار.
-          على الرغم من أن الرجال أيضًا يقدمون الرعاية، فإن مقدمي الرعاية من النساء ربما يقضون أكثر من 50 في المائة من الوقت الذي يقضونه مقدمي الرعاية من الرجال.

### في الدول المتقدمة

#### الأمم المتحدة
طبقًا لوزارة الصحة والخدمات الإنسانية بالولايات المتحدة (HHS) فإن السكان القدامى –بعمر 65 عام أو أكبر- تعدادهم 39.6 مليون في عام 2009. مثلوا 12.9% من سكان الولايات المتحدة، حوالي فرد من كل 8 أفراد أمريكيين. بحلول عام 2030، سيكون تعدادهم72.1 مليون فرد، أي ضعف عددهم في عام 2000. الأفراد ذوي الـ 65 عام وأكثر مثلوا 12.4% من السكان في عام 2000، ولكن من المتوقع أن تزيد هذه النسبة بحلول عام 2030 لتصبح 19%. هذا يعني أن الطلب على مرافق رعاية المسنين سيزيد في الفترة القادمة. كان هناك أكثر من 36000 وسيلة مساعدة معيشية في الولايات المتحدة الأمريكية في عام 2009، طبقًا لاتحاد المساعدة المعيشية بأمريكا في عام 2009. أكتر من مليون مواطن كبير في السن تم خدمته بواسطة هذه التسهيلات للمساعدة المعيشية.
تتمثل نفقات العام الماضي في الولايات المتحدة 22% من إجمالي الإنفاق الطبي، و26% من إجمالي الإنفاق في العناية الطبية، و18% من إجمالي الإنفاق في الرعاية غير الطبية، و25% من إجمالي الإنفاق في الرعاية الطبية للفقراء.
في الولايات المتحدة الأمريكية، معظم مقدمي التسهيلات الكبيرة المتعددة مملوكين للقطاع العام وتدار بواسطة الأعمال الربحية. هناك استثناءات، فأكبر شركة في الولايات المتحدة هي الجمعية اللوثرية السامرية الجيدة، وهي منظمة غير هادفة للربح تدير 6531 سريرًا في 22 ولاية، وهذا وفقًا لدراسة أجريت عام 1995 من قبل جمعية الرعاية الصحية الأمريكية.
إذا أتيحت الفرصة؛ فإن معظم كبار السن سيفضلون مواصلة حياتهم في منازلهم. العديد من كبار السن يفقدوا قدرتهم على الأداء بالتدريج، ويطلبوا إما مساعدة إضافية في المنزل، أو انتقال إلى وسيلة لرعاية المسنين. الأطفال البالغين لكبار السن غالبًا ما يواجهوا تحديات صعبة في مساعدة آبائهم في اختيار القرار السليم. المساعدة المعيشية هي إحدى الخيارات المتاحة لكبار السن الذين يريدون المساعدة في المهام اليومية. هي تتكلف أقل من رعاية منازل التمريض، ولكن لا تزال تعتبر غالية الثمن لكثير من الناس. خدمات الرعاية المنزلية ربما تسمح لكبار السن أن يعيشوا فترات أطول في منازلهم.
إحدى الخدمات الجديدة نسبيًا في الولايات المتحدة والتي يمكنها مساعدة كبار السن في الحفاظ على البقاء في منازلهم فترة أطول، هي الرعاية المؤقتة. هذا النوع من الرعاية يعطي الفرصة لمقدمي الرعية بأن يذهبوا في عطلة أو رحلة عمل، ويعرفوا أن ذويهم من المسنين يحظون بجودة عالية من الرعاية المؤقتة، لأن بدون هذه المساعدة ربما سيكون على المسنين الانتقال بشكل دائم إلى منشأة خارجية. وهناك نوع فريد آخر من أشكال الرعاية في المستشفيات الأمريكية، ويسمى الرعاية الشديدة بالمسنين، والذي يوفر «وضع عائلي» داخل مركز طبي مخصص لكبار السن.
للمعلومات حول خيارات الرعاية طويلة المدى في الولايات المتحدة الأمريكية؛ يمكنك التواصل مع وكالة المنطقة المحلية للشيخوخة، أو وكالات إحالة كبار السن مثل (سيلفر ليفنج-Silver Living)، أو «place for mom»، علاوة على ذلك، فإن الحكومة الأمريكية تُزكي تقدير تسهيلات الرعاية الصحية من خلال مواقع تستخدم بيانات مجمعة من مصادر كـ «Medicare».

#### كندا
في كندا، يوجد مثل هذه المنشآت التي يديرها القطاع الخاص والتي لا تستهدف الربح أيضًا. بسبب عوامل التكلفة؛ هناك محافظات تقوم بتشغيل مرافق عامة تمولها الحكومة وتديرها وزارة الصحة في كل مقاطعة أو إقليم، أو ربما تدعم الحكومة تكاليف هذه التسهيلات. في منازل الرعاية تلك، ربما يدفع كبار السن الكنديين مقابل هذه الرعاية بالتدريج بمعدل يتناسب مع دخلهم السنوي. نطاق الدفع الخاص بهم يعتمد على إذا كانت الرعاية «طويلة المدى» أم «مساعدة معيشية». على سبيل المثال، ابتداءًا من يناير 2010 سيدفع كبار السن الذين يعيشون في «الرعاية طويلة المدى» المدعمة (والتي تسمى أيضًا الرعاية السكنية) في حكومة كولومبيا البريطانية 80% من دخلهم بعد الضريبة، ما لم يقل دخلهم بعد الضريبة عن 16500 دولار. سعر الـ «المساعدة المعيشية» يقدر ببساطة بـ 70% من الدخل بعد الضريبة. كما رأينا في إقليم أونتاريو، كان هناك قوائم انتظار للعديم من منازل الرعاية طويلة الأمد، على الرغم من ذلك، قد تحتاج الأسر للجوء إلى الحصول على الرعاية الصحية المنزلية، أو دفع ثمن الإقامة في منزل تقاعد خاص.

#### أستراليا
صممت رعاية المسنين في أستراليا للتأكد من أن كل مواطن أسترالي يشارك بقدر الإمكان في تكاليف الرعاية، بناءًا على دخلهم الفردي وممتلكاتهم. وهذا يعني أن السكان يدفعون فقط ما يستطيعون تحمله، وحكومة رابطة الشعوب البريطانية «Commonwealth» تقوم بدفع ما لم يستطيعون تحمله. وأجرت هيئة قانونية أسترالية، وهي اللجنة الإنتاجية، استعراضًا لرعاية المسنين التي بدأت في عام 2010 وقدمت تقارير في عام 2011. هذا الاستعراض استنتج أن 80% تقريبًا من رعاية المسنين الأستراليين كانت غير رسمية، بواسطة العائلة، والأصدقاء، والجيران. حوالي مليون شخص حصل على رعاية مدعمة من الحكومة للمسنين، ومعظم هؤلاء يتلقون دعمًا منخفضًا للرعاية المجتمعية، مع 160000 شخص في الرعاية السكنية الدائمة. نفقات رعاية المسنين بواسطة كل الحكومات في عام 2009-2010 كانت 11 بليون دولار تقريبًا.
الحاجة إلى زيادة كمية الرعاية، ومعرفة نقاط الضعف في نظام الرعاية (مثل نقص القوى العاملة الماهرة وتقنين أماكن الرعاية المتاحة)، جعلت العديد من المراجعات التي تمت في عام 2000 تستنتج أن نظام رعاية المسنين في أستراليا في حاجة إلى الإصلاح. وقد توج ذلك بتقرير اللجنة الإنتاجية لعام 2011 ومقترحات الإصلاح اللاحقة. وطبقًا لتعديلات «المعيشة الأطول» و«المعيشة الأفضل» لعام 2013، قُدِّمت المساعدة وفقًا لاحتياجات الرعاية المقررة، مع توفير مكملات إضافية للأشخاص الذين يعانون من التشرد والعته، والمحاربين القدامى.
تعتبر رعاية المسنين الأستراليين معقدة غالبًا نتيجة لمختلف الولايات والتمويل الاتحادي. علاوة على ذلك، هناك العديد من الاختصارات  التي يحتاج الزبائن أن يكونوا على علم بها.

#### إنجلترا
يتم تقنين رعاية المسنين في إنجلترا بشكل متزايد وفقًا لتقرير مشترك من قِبل صندوق الملك و«Nuffield Trust». تُرك الناس ليصارعوا بدون دعم من تلقاء نفسهم. أعداد كبيرة من كبار السن في حاجة إلى المساعدة نتيجة للشيخوخة السكنية ولكن يتم دفع أقل المساعدات لهم. ملايين الناس الذين يحتاجون إلى الرعاية، لا يجدون المساعدة لا بشكل رسمي، ولا غير رسمي.

### في الدول النامية

#### نيبال
بسبب الصحة والفوائد الاقتصادية؛ متوسط العمر المتوقع في نيبال ارتفع من 27 سنة في عام 1951 إلى 65 سنة في عام 2008. معظم كبار السن النيباليين، 85% تقريبًا، يعيشون في مناطق ريفية. بسبب ذلك؛ فهناك نقص كبير في البرامج التي ترعاها الحكومة أو منازل رعاية المسنين. عادة، يعيش الآباء مع أبنائهم، واليوم، مفترض أن 90%  من كبار السن يعيشون في منازل عائلتهم. هذا الرقم يتغير كلما ازداد عدد الأبناء الذين يتركوا منازلهم من أجل العمل أو الدراسة، وهذا يؤدي إلى الوحدة والمشاكل العقلية لكبار السن النيباليين. الخطة الخمسية التاسعة تضمنت سياسات في محاولة العناية بكبار السن المتروكين بدون أبنائهم الأوصياء عليهم. وقد تم إنشاء صندوق للتسهيلات الصحية لكبار السن في كل إقليم. دليل تنفيذ برنامج المرافق الصحية لكبار السن، «2061BS» يقدم مرافق طبية لكبار السن، وهؤلاء الذين يعانون من الفقر، حيث الرعاية الطبية والصحية في كل الأقاليم. خططت الحكومة لتمويل رعاية مجانية للصحة لكل مرضى القلب والكلى الأكبر سنًا من 75 عام. لسوء الحظ، العديد من هذه الخطط صعبة المنال، وهذا ما تم معرفته من قبل الحكومة النيبالية. نيبال دولة نامية ولا تستطيع تمويل كل هذه البرامج بعد تطوير إعانة الشيخوخة (an Old Age Allowance) أو «OAA». الـ OAA تقدم راتب شهري لكل المواطنين الأكبر سنًا من 70 عام، والأرامل الأكبر من 60 عام.
هناك مقدار قليل من الرعاية النهارية للمسنين، ولكنها مقتصرة على العاصمة فقط. خدمات الرعاية النهارية تلك باهظة الثمن، ولا يتمكن عامة الشعب من سداد ثمنها.

#### تايلاند
قد راقبت تايلاند الأنماط العالمية لاتساع فئة كبار السن: كما تم تشجيع التحكم في الخصوبة، بالإضافة إلى التقدم الطبي، وتقلص عدد المواليد. لاحظت وتأهبت الحكومة التايلاندية بشأن هذه النزعة، ولكن تركت أمر رعاية المسنين لأفراد عائلاتهم، بدلًا من إنشاء سياسات خارجية لهم. اعتبارًا من 2011، كان هناك 25 دولة فقط كفلت دور للمسنين، مع ما لا يزيد عن بضع آلاف مسن في كل منزل. مثل هذه  البرامج يتم تنفيذها بنسبة كبيرة بواسطة المتطوعين، ومشكوك في جودة الرعاية، اعتبارًا بأن ضمان الرعاية لن يكون متاحًا دائمًا. الرعاية الخاصة صعب اتباعها، وهي غالبًا ما تُبنى على الفروض. ولأن الأبناء أقل عرضة لرعاية والديهم؛ فيتم تقديم الرعاية الخاصة. المنظمات غير الحكومية المتطوعة متوفرة ولكن بكميات محدودة جدًا.
في حين أن هناك برامج لرعاية المسنين في تايلاند بالتأكيد، قد ارتفعت مساهمات الإنصاف منذ دخولها. كبار السن الأغنياء في تايلاند أكثر عرضة للحصول على موارد الرعاية، بينما كبار السن الفقراء أكثر عرضة لاستخدام الرعاية الصحية المكتسبة بالفعل، وهذا وفقًا لما تم ملاحظته من قِبل دراسة أجريت بواسطة بوميسوك خانانوراك (Bhumisuk Khananurak). ومع ذلك، فإن أكثر من 96% من الدولة تحظى بتأمين صحي تختلف درجات الرعاية المتاحة له.

#### الهند
تشبه رؤية الهند لرعاية المسنين رؤية نيبال. وعادة ما يتم رعاية الآباء من قِبل أبنائهم في سن الشيخوخة، والشائع أن أولادهم بالتحديد من يقومون بهذا. في هذه البلاد، كبار السن من المواطنين، وبالأخص الرجال، يُنظَر إليهم في غاية من التقدير. فالقيم التقليدية تتطلب الشرف والاحترام لكبار السن، والأكثر حكمة. الهند تواجه نفس المشاكل التي تواجهها نظيرها من البلاد النامية من حيث أن عدد السكان المسنين يتزايد بشكل كبير، حوالي 90 مليون تقريبًا أعمارهم أكبر من 60 عام. باستخدام بيانات عن الصحة وظروف المعيشة من نموذج الاستطلاع القومي الـ60 بالهند، وجدت الدراسة أن ما يقرب من ربع كبار السن يعانون من سوء الحالة الصحية. تجمعت تقارير سوء الصحة حول الفئات الفقيرة، والمجموعات المنفردة، والأقل في التعليم، والمتدنية اقتصاديًا.
في خطتها الخمسية الحادية عشر، اتخذت الحكومة الهندية خطوات عديدة مشابهة لتلك التي قامت بها نيبال. البند الحادي والأربعون الذي نص عليه الدستور الهندي هو أنه سيتم ضمان الدعم الاجتماعي الآمن للرعاية الصحية والاجتماعية للمواطنين المسنين. جزء من قانون الإجراءات الجنائية لعام 1973، أشار إلى خلفيتها التقليدية، بأن الأبناء يقومون برعاية آبائهم إذا لم يعودوا قادرين على ذلك. ومع ذلك، فإن المنظمات غير الحكومية منتشرة في الهند لرعاية المسنين، موفرين لهم المنازل والرعاية التطوعية، ولكن السياسات الحكومية والمنظمات متاحة.

#### الصين
شيخوخة السكان تحدي على مدار العالم أجمع؛ فالصين ليست مستثناه. بسبب سياسة «الطفل الواحد»، والهجرة الريفية/الحضرية، والتغيرات الاجتماعية الأخرى؛ فإن الرعاية التقليدية طويلة الأجل للمسنين والتي كانت تقام من خلال الرعاية العائلية المباشرة لم تعد كافية. بالكاد توجد الآن، تحتاج كلًا من الخدمات المؤسسية والمجتمعية إلى التوسع لتلبية الحاجة المتزايدة. لا تزال الصين في مرحلة مبكرة من مراحل التنمية الاقتصادية وستواجه تحديًا لتلبية هذه الخدمات وتدريب الموظفين.

## الرعاية الطبية (الرعاية الماهرة) مقابل الرعاية غير الطبية (الرعاية الاجتماعية)
يتم التمييز عمومًا بين الرعاية الطبية وغير الطبية، بأن الرعاية غير الطبية تتم عن طريق أشخاص غير متخصصين في مجال الطب. والرعاية غير الطبية أقل احتمالًا في أن تكون مؤمن عليها أو مكفولة بالأموال العامة. في أمريكا، 67% من المليون –أو نحو ذلك- من المقيمين في مرافق المساعدة المعيشية يدفعون ثمن رعايتهم من أموالهم الخاصة. والباقي يتم رعايتهم بواسطة عائلاتهم أو أصدقائهم أو من قِبل أنظمة الدولة. برنامج «ميديكار-Medicare» لا يدفع ثمن الرعاية الطبية إلا إذا كان هناك حاجة إلى المهارات التمريضية، ويتم تقديمها بواسطة مرافق تمريضية ماهرة ومعتمدة، أو عن طريق وكالة التمريض الماهرة في المنزل. عادة، مرافق المساعدة المعيشية لا توافق متطلبات برنامج ميديكار. ومع ذلك، فإن برنامج ميديكار يقوم بدفع ثمن بعض الرعاية الماهرة إذا أشاد الشخص المسن بأن الرعاية كانت مطابقة لمواصفات المنحة الصحية المنزلية للبرنامج.
هناك 32 ولاية في أمريكا تدفع ثمن الرعاية في مرافق المساعدة المعيشية من خلال برامج تنازل «ميديكيد-Medicaid» الخاصة بهم. بالمثل، في المملكة المتحدة، خدمات الصحة الوطنية تقدم رعاية طبية للمسنين، كما أن الأمر مجاني للجميع عند الاستخدام، ولكن الرعاية الاجتماعية هي الوحيدة التي يتم الدفع لها من قِبل الدولة في اسكتلندا، ولكن إنجلترا وويلز وإيرلندا الشمالية لم يقدموا أي تشريع بعد بشأن هذا الأمر، لذلك فإن الرعاية الاجتماعية حاليًا يتم تمويلها فقط بواسطة السلطات العامة عندما يستنفد الشخص موارده الخاصة، على سبيل المثال، إذا باع منزله. الأموال المدفوعة مقابل رعاية المسنين في بريطانيا قد انخفضت بمقدار 12% للشخص الواحد في العشر سنوات بين 2005 و2015، ومن حيث القيمة الحقيقية فإن الانخفاض كان أكبر. ويدعي الخبراء أن الناس الضعفاء في بريطانيا لا يحصلون على ما يحتاجون إليه.
مع ذلك، فإن رعاية المسنين تركز في إرضاء توقعات مستويين من العملاء: العميل المقيم، والعميل المُشتري، والذين غالبًا ما يكونوا شخصين مختلفين، لأن الأهل والأقارب أو السلطات العامة هي التي تقوم بدفع مصاريف الرعاية بدلًا من السكان. وفي الحالات التي يكون فيها المسنين مشوشين أو يواجهون صعوبة في الاتصال؛ قد يكون من الصعب جدًا على الأقارب أو الأطراف المعنية الأخرى في معرفة مستوى الرعاية المقدم لذويهم، ويصيبهم القلق المستمر بشأن أن أهلهم من المسنين يتلقون معاملة سيئة هناك. وكالة خدمات حماية البالغين –هي أحد مكونات وكالة الخدمات الإنسانية في معظم الولايات- هي المسؤولة عادة عن التحقيق في التقارير المتعلقة بإساءة معاملة المسنين في المنزل، وتزويد الأسر بالمساعدة والتوجيه. المهنيين الآخرين كالأطباء والممرضين وضباط الشرطة والمحامين والأخصائيين الاجتماعيين يمكنهم كذلك تقديم المساعدة.

## تشجيع الاستقلال
إن تشجيع الاستقلال في مجال الرعاية الذاتية يوفر لكبار السن القدرة على الحفاظ على استقلالهم لفترة أطول، كما أنه يوفر لهم شعور إيجابي عندما ينجزون مهمة ما بدون مساعدة. كبار السن الذين يحتاجون المساعدة في القيام بأنشطتهم اليومية معرضون لخطر كبير، حيث أنهم يفقدوا استقلالهم في مهام الرعاية الذاتية، حيث أن السلوكيات الشخصية المتبعة يتم تعزيزها بواسطة مقدمي الرعاية. ومن المهم لمقدمي الرعاية أن يتأكدوا من وضع التدابير اللازمة للحفاظ على وظيفتهم، بدلًا من أن يتسببوا في تدهور حالة المسنين الذين يعانون من قيود جسدية. مقدمي الرعاية في حاجة إلى أن يدركوا الأحداث والسلوكيات التي تتسبب في جعل كبار السن متواكلين ومعتمدين على الآخرين، وأيضًا في حاجة إلى السماح لكبار السن من المرضى بأن يحافظوا على استقلاليتهم قدر الإمكان. تقديم المعلومات لكبار السن حول مدى أهمية الاستقلال في رعاية أنفسهم؛ يسمح لهم بمعرفة فائدة أداء الرعاية الذاتية بشكل مستقل دون الحاجة إلى أحد. إذا تمكن كبار السن من القيام بأنشطتهم للرعاية بأنفسهم، أو حتى إذا احتاجوا إلى الإشراف؛ فإن تشجيعهم على جهودهم في الحفاظ على استقلاليتهم يوفر لهم شعور بالإنجاز والقدرة على مواصلة الاعتماد على أنفسهم لفترة أطول.

## تحسين الحركة
تدهور القدرة على الحركة مصدر قلق كبير يداهم كبار السن بشكل مستمر، فهو يؤثر على 50% من الناس الذين أعمارهم فوق الـ85، وعلى الأقل ربع هذا العدد فوق الـ75. الكبار يفقدون القدرة على المشي، وصعود الدَرَج، والقيام من على الكرسي، فهم يصبحون عاجزين تمامًا. لا يمكن تجاهل المشكلة لأن الأشخاص الذين تزيد أعمارهم عن 65 يشكلون الشريحة الأكثر نموًا في سكان الولايات المتحدة.
العلاج الذي يهدف إلى تحسين الحركة لدى كبار السن، عادة ما يتمحور حول تشخيص وعلاج مشاكل معينة، مثل انخفاض القوة وقلة التوازن. ومن المناسب مقارنة كبار السن الذين يسعون إلى تحسين قدرتهم على الحركة بأولئك العدائيين (الذين يمارسوا رياضة الجري) الذين يسعون إلى تطوير وقت قطعهم مسافة معينة. الناس في كلتا المجموعتين، يقومون بأداءٍ أفضل عندما يربطون التقدم الذي أحرزوه، والعمل الذي قاموا به بأهداف معينة مرتبطة بالقوة، والقدرة التنفسية، والصفات البدنية الأخرى. الشخص الذي يحاول تحسن قدرة كبير السن على الحركة، يجب أن يحدد الخلل الذي يريد أن يركز عليه، وفي حالات متعددة، هناك القليل من الأدلة العلمية لتعليل أي اختيار. اليوم، العديد من مقدمي الرعاية يركزون على قوة الأرجل والاتزان. وهناك بحث جديد اقترح أن سرعة الأطراف وقوة مركز جسمه (core)، ربما يكونا عاملان مهمان في حركته.
العائلة من أهم مقدمي الرعاية لكبير السن. في الحقيقة، معظم مقدمي الرعاية للمسنين من أفراد عائلاتهم، وغالبًا ما تكون ابنتهم أو حفيدتهم. العائلة والأصدقاء يمكنهما توفير منزل (على سبيل المثال، لديهم أشخاص كبار في السن يعيشون معهم)، ويوفروا لهم المال، ويقومون بزيارتهم لكي يسدوا حاجتهم في التواصل الاجتماعي، ويأخذونهم في رحلات، وإلى آخره..
من أكبر الأسباب لتدهور حال المسنين، هو نقص صوديوم الدم، وهو اضطراب الكَهرَل (إلكتروليت) الذي يحدث عندما يقل مستوى الصوديوم في دم الإنسان إلى أقل من 135 meq/l (مللي من الوحدة المكافئة للمذاب لكل لتر- milliequivalents of solute per litre). نقص الصوديوم في الدم هو أشهر اضطراب للكهرل يحدث لكبار السن. أظهرت الدراسات أن كبار السن من المرضى هم الأكثر عرضة لهذا المرض نتيجة إلى عدة عوامل، تشمل التغيرات الفسيولوجية المرتبطة بالتقدم في السن، مثل نقص معدل الترشيح الكبيبي، وهو الميل إلى الحفاظ على الصوديوم المَعيب، بالإضافة إلى زيادة نشاط الفازوبريسين (vasopressin). النقص الخفيف في صوديوم الدم يزيد من خطر إصابة المرضى من كبار السن بالكسر، لأن نقص صوديوم الدم يسبب ضعف عصبي حاد، والذي يؤثر على المشي والانتباه، وهذا مشابه لشرب كحول بنسبة معتدلة.

### المسائل القانونية المتعلقة بالعجز
قانون العجز هو إجراء قانوني منتشر وأحيانًا صعب. ويتطلب ذلك أن يقدم الشخص التماسًا إلى المحاكم المحلية، مشيرًا إلى أن المسن يفتقر القدرة على تنفيذ الأنشطة التي تضمن اتخاذ القرارات الطبية، والتصويت، وتقديم الهدايا، والسعي للحصول على المنافع العامة، والزواج، وإدارة الممتلكات والشؤون المالية، واختيار مكان العيش، والذين يتواصلون اجتماعيًا معهم. معظم لوائح الدول تنص على أن طبيبين على الأقل، أو خبراء الصحة، يقوموا بتقديم تقارير كدليل على عجز الشخص، كما أن يجب أن يكون لكل شخص وكيل يمثله. عندئذ فقط يمكن إزالة الحقوق والواجبات القانونية للفرد وانسابها للوكيل عنه أو الوصي عليه. والولي أو الوصي القانوني هو الشخص الذي تفوضه المحكمة ليكون مسؤولًا عن التصرف بالنيابة عن الشخص العاجز، ويجب عليه أن يقدم تقارير منتظمة عن أنشطته إلى المحكمة.
وثمة بديل أقل تقييدًا لقانون العجز وهو استخدام «التوجيهات المسبقة»، والتوكيلات الرسمية، والوصايا المعيشية، وتوجيهات الرعاية الصحية. وينبغي على الشخص الذي لديه هذه الوثائق، أن يقوم بإعدادها مع محاميه عندما يكون عليه القدرة على ذلك. لذلك، إذا حان الوقت، وافتقر الشخص إلى قدرته في تنفيذ تلك المهام المنصوص عليها في الوثائق؛ فيمكن للشخص الذي عينوه «وكيلهم» أن يتدخل في اتخاذ هذه القرارات بالنيابة عنهم. وهذا الشخص من واجبه أن يتعامل في هذا بأفضل أداء لديه وباهتمام كبير.

## انظر أيضًَا
- تدبير رعاية المسنين
- طب المسنين
- شيخوخة
- تقاعد
- يوم احترام المسنين
- معاش تقاعدي
- شيب